# Arknoah系列
《Arknoah》（原名：Arknoah）是日本作家乙一創作的系列奇幻小說，現已出版了兩部。書中虛構了一個叫“Arknoah”的奇异世界。这个据称由“造物主”创造的奇异世界包含9109109个辽阔房间，每个房间都具有奇妙的特色。在这里生活着一群永生之人，即使由于意外死去，也会于第二日在迷雾中重生。Arknoah的社会十分稳定，但如果有来自其他世界的异邦人来到這裡，就會誕生出恐怖的怪物。

## 故事簡介

### 我所創造的怪物（僕のつくった怪物）
艾尔和格雷两兄弟，在去世的父亲的衣柜里发现了一本绘本，却没想到通过绘本进入了名叫“Arknoah”的奇异世界。这里有众多巨型房间，每个房间都大到足以形成云层和天气。他们结识了被称为“鐵錘女孩”的丽泽·利普顿和长着一个狗头的康亚姆·康宁姆，二人为一个名为“Arknoah特别灾害对策本部”的机构工作。丽泽告诉他们，他们与这个世界相冲突的世界观创生了两个怪物，只有杀掉怪物他们才能回到原来的世界。这些怪物的特点与主人心中被压抑的负面情绪相关。由格雷内心诞生的怪物是一个高耸入云的大猿，而艾尔的怪物却迟迟没有现身。为了能够离开这里，也为了停止怪物造成的破坏，艾尔和格雷加入了由丽泽和她的同伴们组成的对抗怪物的志愿军“深绿军团”。

### 龍焰（）
馬麗娜·金茲因為長著參差不齊的牙齒而常常被同學欺凌，為了報復欺負她的同學，她想用汽油燒掉他們的自行車。在自家的倉庫翻找時無意發現了一本名為Arknoah的繪本，進入了一個奇異世界。在經過短暫的旅行後來到了“Arknoah特别灾害对策本部”，得知因為自己的到來，Arknoah出現了一頭會噴火的龍。這隻龍似乎與她存在心靈感應，會在危急時刻解救她。馬麗娜漸漸與龍產生了感情，終於在麗澤指揮擊殺怪物的那一晚和龍一起逃跑。
台版書名譯為《龍火》。

## 登場人物
艾爾·阿修比
與弟弟一起闖入Arknoah，是一個性格內斂的青年。創造的怪物行蹤詭秘。
格雷·阿修比
艾爾的弟弟，說話尖酸刻薄，總是故意激怒別人。創造的怪物是力大無比、高聳入雲的大猿。
麗澤·利普頓
綽號“鐵錘女孩”，身穿綠色軍大衣，腰間掛著一個特別的錘子，使命是消滅Arknoah中出現的怪物，但當地居民認為她會帶來死亡，對她十分忌諱。擅長使用武器，十分愛吃花生醬。
康亞姆·康寧姆
長着一個灰色犬科動物的頭，總是身穿西裝，與麗澤一起行動。不能吃巧克力和洋蔥。
魯夫那
與艾爾和麗澤一行人參與討伐大猿的作戰，是一個神秘的少年。
馬麗娜·金茲
第二部中闖入Arknoah的少女，創造了一條會噴火的龍。因為牙齒難看而總是被同學嘲笑欺凌，為此自己通過打工攢下零錢做了牙齒正畸。
隆涅菲爾德
“Arknoah特别灾害对策本部”的受聘部長。是個有灰色頭髮的瘦削青年。
烏龍博士
一個十分有創造性的人，為“深綠軍團”設計了許多武器和工具。

## 出版書籍
我所創造的怪物（第1部）
| 卷數 | 集英社       | 集英社                 | 浙江文艺出版社 | 浙江文艺出版社         | 四季出版     | 四季出版               |
| 卷數 | 發售日期     | ISBN                   | 發售日期       | ISBN                   | 發售日期     | ISBN                   |
| ---- | ------------ | ---------------------- | -------------- | ---------------------- | ------------ | ---------------------- |
| 全   | 2013年7月5日 | ISBN 978-4-08-780682-3 | 2016年7月1日   | ISBN 978-75-339-4308-0 | 2016年8月8日 | ISBN 978-986-568-678-9 |

龍焰（第2部）
| 卷數 | 集英社        | 集英社                 | 中国友谊出版公司 | 中国友谊出版公司       | 四季出版      | 四季出版               |
| 卷數 | 發售日期      | ISBN                   | 發售日期         | ISBN                   | 發售日期      | ISBN                   |
| ---- | ------------- | ---------------------- | ---------------- | ---------------------- | ------------- | ---------------------- |
| 全   | 2015年9月18日 | ISBN 978-4-08-780762-2 | 2018年9月1日     | ISBN 978-75-057-4263-5 | 2019年9月12日 | ISBN 978-957-866-127-1 |

文庫版
| 卷數  | 集英社        | 集英社                 |
| 卷數  | 發售日期      | ISBN                   |
| ----- | ------------- | ---------------------- |
| 第1部 | 2015年9月18日 | ISBN 978-4-08-745358-4 |
| 第2部 | 2018年6月21日 | ISBN 978-4-08-745750-6 |

## 外部連結
- 集英社JUMP j BOOKS網站（页面存档备份，存于）
- 乙一網站（页面存档备份，存于）
- 豆瓣讀書（页面存档备份，存于）上《我所創造的怪物》叢書（页面存档备份，存于）的資料